# Wereldkampioenschap hockey vrouwen

Postzegel ter ere van het WK 1976 in West-Berlijn

Het wereldkampioenschap hockey voor vrouwen is een vierjaarlijks internationaal toernooi voor landenteams. Het toernooi wordt georganiseerd door de Fédération Internationale de Hockey. De eerste editie werd in 1971 gehouden en georganiseerd door de International Federation of Women's Hockey Associations.

## Geschiedenis
In 1924 werd de Fédération Internationale de Hockey (FIH) opgericht en in 1927 de International Federation of Women's Hockey Associations (IFWHA). In 1982 gingen beide federaties gezamenlijk verder als de FIH.
In 1938 werd hockey van het olympisch programma gehaald. Dit was aanleiding voor de FIH om twee jaar later, van 8 tot en met 12 mei 1940 in Den Haag het eerste WK voor mannen en vrouwen te organiseren. Door het uitbreken van Tweede Wereldoorlog kon het WK echter geen doorgang vinden. Het duurde tot lang na de oorlog voor er weer concrete plannen voor wereldkampioenschappen gemaakt werden.
De IFWHA organiseerde in 1971 het eerste IFWHA-wereldkampioenschap en zou dat in 1975 en 1979 herhalen.
De FIH organiseerde zijn eerste WK in 1974 en vervolgens in 1976 en 1978. Later besloot de FIH ook het toernooi om de Josselin de Jong Cup van 1972 als wereldkampioenschap aan te merken. Beide federaties organiseerden in 1981 en 1983 gezamenlijk een WK en na de fusie van beide federaties is het enkel de FIH die WK's organiseert.
Tussen 1981 en 2014 namen er telkens twaalf landen deel aan het WK. Vanaf 2018 zijn dit er zestien. 
Sinds 1986 wordt het toernooi om de vier jaar gehouden, soms op dezelfde locatie als het WK voor mannen. Nederland won in 2022 het meest recente WK en is met twaalf eindzeges ook recordhouder. Nederland is het enige land dat aan elke editie van het mondiale hockeykampioenschap heeft deelgenomen. Tot op heden konden vijf landen zich tot wereldkampioen kronen: Argentinië, Australië, Duitsland, Engeland (bij de IFWHA) en Nederland.

## Erelijst
| Jaar   | Locatie                |  | Goud           | Zilver         | Brons            |
| ------ | ---------------------- |  | -------------- | -------------- | ---------------- |
| 1971*  | Auckland               |  | Nederland      | West-Duitsland | Australië        |
| 1972   | Barcelona              |  | Nederland      | Argentinië     | West-Duitsland   |
| 1974   | Mandelieu              |  | Nederland      | Argentinië     | West-Duitsland   |
| 1975*  | Edinburgh              |  | Engeland       | Wales          | Nieuw-Zeeland    |
| 1976   | West-Berlijn           |  | West-Duitsland | Argentinië     | Nederland        |
| 1978   | Madrid                 |  | Nederland      | West-Duitsland | België           |
| 1979*  | Vancouver              |  | Nederland      | West-Duitsland | Verenigde Staten |
| 1981** | Buenos Aires           |  | West-Duitsland | Nederland      | Sovjet-Unie      |
| 1983** | Kuala Lumpur           |  | Nederland      | Canada         | Australië        |
| 1986   | Amstelveen             |  | Nederland      | West-Duitsland | Canada           |
| 1990   | Sydney                 |  | Nederland      | Australië      | Zuid-Korea       |
| 1994   | Dublin                 |  | Australië      | Argentinië     | Verenigde Staten |
| 1998   | Utrecht                |  | Australië      | Nederland      | Duitsland        |
| 2002   | Perth                  |  | Argentinië     | Nederland      | China            |
| 2006   | Madrid                 |  | Nederland      | Australië      | Argentinië       |
| 2010   | Rosario                |  | Argentinië     | Nederland      | Engeland         |
| 2014   | Den Haag               |  | Nederland      | Australië      | Argentinië       |
| 2018   | Londen                 |  | Nederland      | Ierland        | Spanje           |
| 2022   | Amstelveen en Terrassa |  | Nederland      | Argentinië     | Australië        |
| 2026   | Waver en Amstelveen    |  |                |                |                  |

* Georganiseerd door de IFWHA

** Georganiseerd door de FIH en IFWHA

## Medaillespiegel
De medaillespiegel omvat de toernooien die door de FIH en/of IFWHA zijn georganiseerd.
| Plaats | Land             | Goud | Zilver | Brons | Totaal |
| 1      | Nederland        | 12   | 4      | 1     | 17     |
| 2      | Argentinië       | 2    | 5      | 2     | 9      |
| 3      | Duitsland        | 2    | 4      | 3     | 9      |
| 4      | Australië        | 2    | 3      | 3     | 8      |
| 5      | Engeland         | 1    | 0      | 1     | 2      |
| 6      | Canada           | 0    | 1      | 1     | 2      |
| 7      | Wales            | 0    | 1      | 0     | 1      |
| 7      | Ierland          | 0    | 1      | 0     | 1      |
| 9      | Verenigde Staten | 0    | 0      | 2     | 2      |
| 10     | België           | 0    | 0      | 1     | 1      |
| 10     | China            | 0    | 0      | 1     | 1      |
| 10     | Nieuw-Zeeland    | 0    | 0      | 1     | 1      |
| 10     | Sovjet-Unie      | 0    | 0      | 1     | 1      |
| 10     | Zuid-Korea       | 0    | 0      | 1     | 1      |
| 10     | Spanje           | 0    | 0      | 1     | 1      |
| Totaal | Totaal           | 19   | 19     | 19    | 57     |

WK mannen:
1971 ·
1973 ·
1975 ·
1978 ·
1982 ·
1986 ·
1990 ·
1994 ·
1998 ·
2002 ·
2006 ·
2010 ·
2014 ·
2018 ·
2023 ·
2026
WK vrouwen:
1971 ·
1972 ·
1974 ·
1975 ·
1976 ·
1978 ·
1979 ·
1981 ·
1983 ·
1986 ·
1990 ·
1994 ·
1998 ·
2002 ·
2006 ·
2010 ·
2014 ·
2018 ·
2022 ·
2026